# BYD Atto 3
El BYD Atto 3 es un crossover compacto tipo SUV eléctrico de batería producido por el fabricante chino BYD Auto desde 2022.

## Vista general
Las ventas en China empezaron en 2022 y en Europa en 2023.[cita requerida] En el apartado de seguridad ha conseguido cinco estrellas en las pruebas de la Euro NCAP. Está equipado con siete bolsas de aire, cámara de estacionamiento de 360 grados, sensores de estacionamiento delanteros y traseros, reconocimiento de señales de tráfico, control de crucero adaptativo, control inteligente de límite de velocidad, asistente de mantenimiento de carril, detección de punto ciego, alerta de tránsito cruzado trasero, control de descenso de pendientes o asistente de arranque en pendientes.

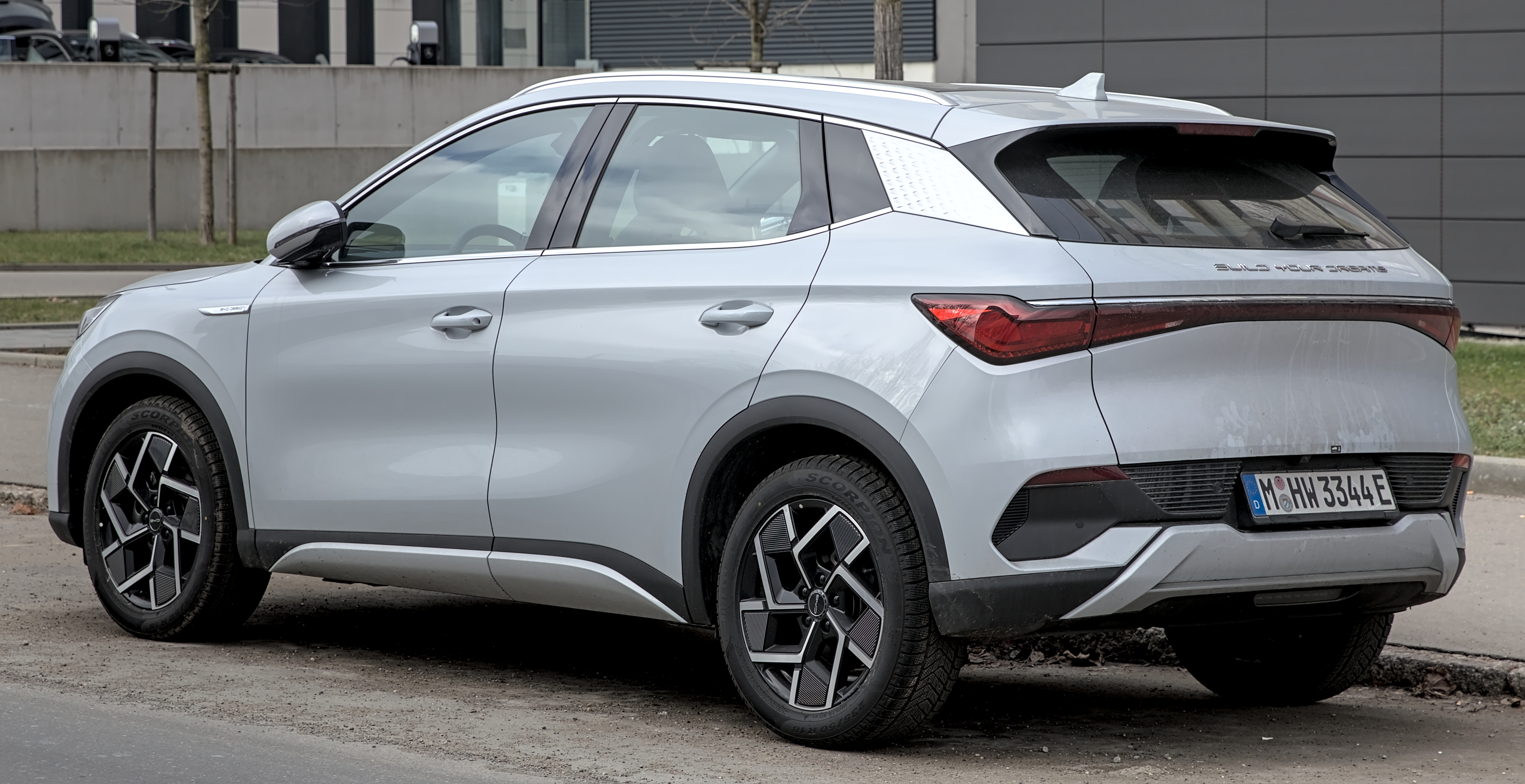
Vista lateral-trasera
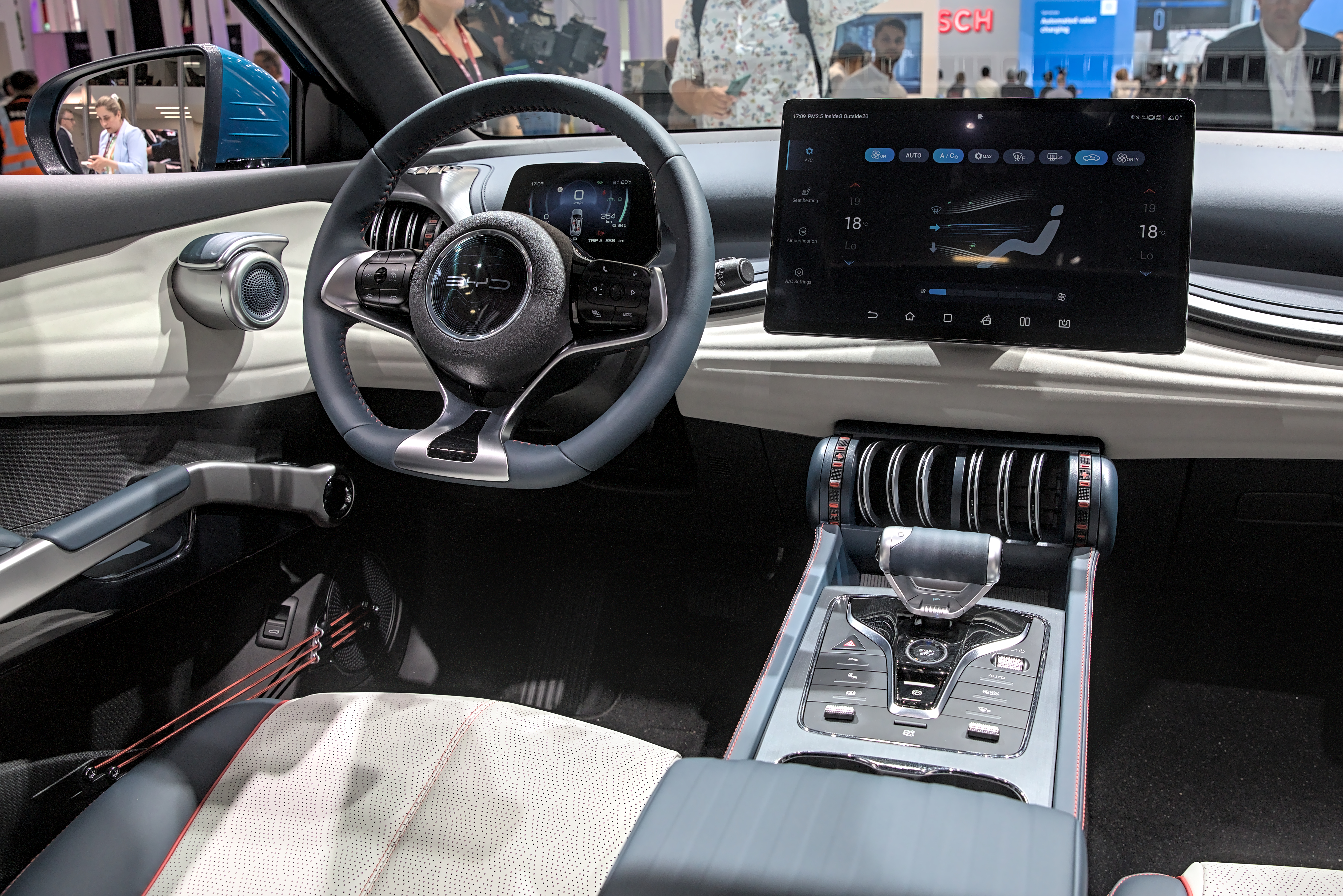
Interior